# Navadna bradavica
Navadna bradavica je izboklina na koži, ki nastane zaradi okužbe z enim od humanih papilomskih virusov. Bradavice so razširjene po vsem svetu, najpogosteje pa se pojavljajo pri otrocih in mladini. Lahko jih je večje število, največ jih je po navadi na rokah. Virus se prenaša s človeka na človeka, pa tudi z enega mesta telesa na drugega. Bradavice večkrat po določenem času izginejo same od sebe.

## Vrste bradavic
- Navadne bradavice (verrucae vulgares)

To so trde, prekomerno poroženele (hiperkeratotične) bunčice v barvi kože ali nekoliko temnejše. Navadno niso večje od 1 cm in se najpogosteje pojavljajo na dlaneh, hrbtišču prstov, ter ob nohtih (te so lahko boleče). Bradavica, ki se je pojavila prva, je po navadi največja. Okrog nje so dostikrat nove (hčerinske) bradavice, ki nastanejo zaradi prenosa z enega dela na druge z avtoinokulacijo. Pogosteje se pojavljajo pri tistih z oslabljenim imunskim sistemom ali nekaterimi kožnimi boleznimi.
- Mladostniške bradavice (verrucae planae juveniles)

Mladostniške bradavice so poligonalne, ploščate bunčice, ki so le rahlo dvignjene nad poršino. So bledorjave in se pojavljajo predvsem na hrbtišču rok in po obrazu. Lahko so številne.
- Bradavice na podplatih (verrucae plantares)

Na podplatih se bradavice pojavljajo na mestih, kjer je rožena plast zelo debela. Navadno jih je več in povzročajo bolečine pri hoji.
- Nitkaste bradavice (verrucae filiformes)

Nitkaste bradavice se lahko pojavljajo posamično ali v skupinah, predvsem na obrazu, vratu in v pregibih.
- Generalizirane bradavice (verrucosis generalisata)

Pri ljudeh z izrazito oslabelim imunskim sistemom, pri otrocih in pri bolnikih, zdravljenih z imunosupresivi, se včasih pojavljajo  številne bradavice na različnih predelih kože.

## Zdravljenje
Bradavice se odstranjuje z zamrznejnim N2 ali CO2, z ostro žličko, elektrokoagulacijo, laserskimi žarki ali keratolitiki (zlasti na dlaneh in podplatih).